# Aeropuerto Internacional de Multán
El Aeropuerto Internacional de Multan (IATA: MUX, OACI: OPMT) es un aeropuerto ubicado a 10 km de Multan en Punjab, Pakistán. Atiende principalmente a la población de Multan, Vehari, Khanewal, Muzaffargarh, Rajanpur, Sahiwal, y Pakpattan.

## Estructura
La CAA de Pakistán aportó 4.5 millones de rupias, para mejorar el aeropuerto de Multan. Las mejoras propuestas incluyen la ampliación de pista de 9.000 a 11.000 pies, incrementando la anchura de pista a 150 pies con 25 pies de margen en cada lado, mejorando y dotando a la pista de categoría E (Apta para aviones Boeing 747). Otra de las mejoras será la ampliación de la terminal. La primera fase de trabajo comenzó en primavera de 2008.

## Aerolíneas y destinos

### Domésticos
- Pakistan International Airlines (Faisalabad, Islamabad, Karachi, Lahore, Quetta)

### Internacionales
- Pakistan International Airlines (Dubái)

## Eventos
- Vuelo PK688 (Multan, 10 de julio de 2006)